# Косиор, Казимир Викентьевич
Казими́р Вике́нтьевич Косио́р (1896 год — 29 августа 1938 года, «Коммунарка», Московская область) — народный комиссар лесной промышленности Украинской ССР. Брат С. В. Косиора. Расстрелян в 1938 году, реабилитирован посмертно.

## Биография
Родился в семье польского крестьянина Викентия Коссиора. В 1897 году семья переехала в Сулин, где отец Казимира стал работать на Сулинском металлургическом заводе. Братья — Станислав (1889—1939), Владислав (1891—1938), Иосиф (1896—1937) и Михаил (1893—1937), а также сестра Софья (1899 -?).
Начал учёбу в заводской школе Сулина. Член ВКП(б), в 1916—1919 годах состоял членом Польской партии социалистов.
Окончил Промышленную академию. Работал в 1930—1934 годах в Берлине, затем в Копенгагене представителем СССР в советско-немецком торговом обществе. После возвращения в СССР был назначен заместителем наркома лесной промышленности Украинской ССР, а впоследствии и наркомом.
Проживал в Киеве в доме № 40 по улице 25-го Октября в квартире № 4.
Арестован 17 апреля 1938 года. Этапирован в Москву по запросу ГУГБ НКВД СССР. Внесен в Сталинский расстрельный список  от 20 августа 1938 г. (список № 1) по 1-й категории («за» Сталин , Молотов). Осуждён 29 августа 1938 года Военной коллегией Верховного суда СССР по обвинению в «участии в шпионско-диверсионной организации польских националистов — Польской военной организации». Расстрелян в день вынесения приговора вместе с группой осужденных фигурантов Сталинских расстрельных списков (У. Д. Исаев, Т. Р. Ворошилов, Н. П. Виноградский и др.). Место захоронения —  спецобъект НКВД «Коммунарка». Реабилитирован посмертно ВКВС СССР 14 апреля 1956 года.